# Elvir Bolić
Elvir Bolić (Zenica, 10 d'octubre de 1971) és un exfutbolista bosnià, que ocupava la posició de davanter. És el màxim golejador de la història de la selecció de Bòsnia i Hercegovina.

## Trajectòria
Comença la seua carrera al club de la seua ciutat natal, el Čelik, de 1988 a 1991. Forma part d'una generació del Celik que va arribar a la selecció nacional, juntament amb Mirsad Hibić, Nermin Šabić i Senad Brkić.
El 1991 passa a l'Estrella Roja de Belgrad, en principi a l'equip juvenil i després al primer planter. Eixe any, en una concentració de la selecció iugoslava a França, anuncia que no hi retorna a Belgrad, en aquells moments en situació bèl·lica. Va marxar a Turquia, on ha estat un dels forans que més partits han disputat a la Süper Lig, tot jugant amb Galatasaray SK (1992), Gaziantepspor (1993-95), Fenerbahçe SK (1995-2000), Istanbulspor (2003-04), Gençlerbirligi i Malatyaspor (2004-2005) He left for Gençlerbirliği S.K.. Al 30 d'octubre de 1996, militant al Fenerbahçe, un gol seu va trencar la imbatibilitat a casa del Manchester United en competició europea, en peu des de feia quatre dècades.
També va militar al Rayo Vallecano i a l'NK Rijeka.

## Selecció
Bolić ha jugat 52 cops amb la selecció de futbol de Bòsnia i Hercegovina, tot marcant 24 gols.
El 2008, ja retirat, va ser assistent del combinat del seu país.